# Srnín
Srnín település Csehországban, a Český Krumlov-i járásban. Srnín Kájov, Zlatá Koruna, Holubov és Přísečná településekkel határos. Lakosainak száma 368 fő (2024. január 1.).

## Népesség
A település lakosságának változását az alábbi diagram mutatja:
| Lakosok száma | 209  | 245  | 273  | 222  | 207  | 224  | 330  | 321  | 324  | 368  |
|               | 1869 | 1890 | 1921 | 1950 | 1980 | 2001 | 2017 | 2019 | 2022 | 2024 |